# Wildomar
Wildomar è una città degli Stati Uniti d'America, situata in California, nella contea di Riverside.